# Rho Centauri
Désignations
Rho Centauri (ρ Cen, ρ Centauri) est une étoile binaire de la constellation australe du Centaure. Sa magnitude apparente combinée est de +3,96. D'après la mesure de sa parallaxe annuelle par le satellite Hipparcos, le système est distant d'environ 380 années-lumière de la Terre. Il s'éloigne du système solaire à une vitesse radiale d'environ +15 km/s.
Son étoile primaire est une naine bleue-blanche de type spectral B3 V. Elle est 6,6 fois plus massive que le Soleil et est âgée d'environ 24 millions d'années. L'étoile secondaire est 1,1 magnitude plus faible que la primaire. En date de 2013, elle était localisée à une séparation projetée de 5,68 unité astronomique et selon un angle de position de 19,72° de la primaire.
Le système fait partie du sous-groupe Bas-Centaure Croix du Sud de l'association OB Scorpion-Centaure, l'association la plus proche du Soleil de ce type d'association d'étoiles massives à mouvement propre semblable.